# Otávio (fotbalista)
Otávio Edmilson da Silva Monteiro (* 9. února 1995 João Pessoa) je portugalský profesionální fotbalista brazilského původu, který hraje na pozici křídelníka či ofensivního záložníka za saúdskoarabský klub Al-Nassr FC a za portugalský národní tým.

## Klubová kariéra

### Sport Club Internacional
Otávio je odchovancem brazilského Internacionalu. Po dvou sezónách strávených v A-týmu se přesunul do Evropy.

### FC Porto
V roce 2014 přestoupil do portugalského klubu FC Porto. Po půlroce stráveném v B-týmu byl poslán na dvouleté hostování do Vitórie Guimarães, odkud se v roce 2016 vrátil.
Po návratu se stal stabilním hráčem základní sestavy Porta, se kterým získal tři tituly v Primeira Lize, dvakrát ovládl portugalský pohár a získal také dva tituly v portugalském superpoháru. Celkem si v dresu Porta připsal přes 200 soutěžních utkání.

### Al-Nassr FC
Dne 22. srpna 2023 přestoupil Otávio do saúdskoarabského Al-Nassru, se kterým podepsal tříletou smlouvu. Poté, co byla aktivována hráčova výstupní klauzule ve výši 60 milionů eur, se stal nejdražším hráčem v historii saúdského klubu a zároveň nejdražším prodejem Porta v historii.

## Reprezentační kariéra
V březnu 2021 získal Otávio portugalské občanství. 26. srpna téhož roku ho Fernando Santos povolal do portugalské reprezentace na kvalifikační zápasy na mistrovství světa 2022 proti Irsku a Ázerbájdžánu a na přátelské utkání s Katarem. Proti posledně jmenovanému týmu debutoval a skóroval při výhře 3:1.
Dne 24. března 2022 vstřelil Otávio svůj druhý reprezentační gól, když otevřel skóre utkání proti Turecki v semifinále kvalifikace na mistrovství světa, a o pár minut později asistoval Diogu Jotovi. Portugalsko utkání vyhrálo 3:1 a postoupilo do finále. V něm Portugalci porazili Severní Makedonii a postoupili na závěrečný turnaj.
V listopadu 2022 byl nominován na mistrovství světa; na turnaji odehrál tři zápasy včetně čtvrtfinálové prohry 0:1 s Marokem.